# 황이건
황이건(1984년 10월 4일 ~ )은 대한민국의 뮤지컬 배우이다.

## 출연작

### 드라마
- 《장영실》 (2016년, KBS1) - 김구남 역

### 뮤지컬
- 《지킬앤하이드》 - 글로솝 역
- 《1976할란카운티》- 토니보일 역
- 《빅피쉬》 - 돈프라이스 역
- 《명성황후》 - 원세개 역
- 《영웅》 - 왕웨이 역
- 《신데렐라》 - 핑클턴 경 역
- 《로빈훗》 - 터그 역
- 《두 도시 이야기》
- 《프랑켄슈타인》
- 《삼총사》 - 포르토스 역
- 《보니앤클라이드》
- 《사슴의 발》 - 사슴할아버지 역
- 《마리아 마리아》 - 베드로 역

### 연극
- 《벚꽃동산》
- 《유쾌한 하녀 마리사》
- 《죽은 남자의 핸드폰》
- 《갈매기》